# Eix hipotalàmic-hipofisiari-gonadal

1. Hormona fol·liculoestimulant - FSH;
2. Hormona luteïnitzant - LH;
3. Progesterona;
4. Estrògens;
5. Hipotàlem;
6. Glàndula pituïtària;
7. Ovari;
8. Gonadotropina coriònica humana (hCG);
9. Testosterona;
10. Testicles;
11. incentius (?);
12. Prolactina - PRL

L'eix hipotalàmic-hipofisiari-gonadal (eix HHG, també conegut com a eix hipotalàmic-hipofisiari-ovàric/testicular) fa referència a l'hipotàlem, la hipòfisi i les glàndules gonadals com si aquestes glàndules endocrines individuals fossin una sola entitat. Com que aquestes glàndules sovint actuen conjuntament, els fisiòlegs i els endocrinòlegs troben convenient i descriptiu parlar-ne com un únic sistema.
L'eix HHG té un paper crític en el desenvolupament i la regulació d'una sèrie de sistemes del cos, com ara els sistemes reproductor i immunitari. Les fluctuacions en aquest eix provoquen canvis en les hormones produïdes per cada glàndula i tenen diversos efectes locals i sistèmics sobre l'organisme.
L'eix controla el desenvolupament, la reproducció i l'envelliment dels animals. L'hormona alliberadora de gonadotropina (GnRH) és secretada per l'hipotàlem per les neurones que expressen GnRH. La porció anterior de la hipòfisi produeix l'hormona luteïnitzant (LH) i l'hormona fol·liculoestimulant (FSH), i les gònades produeixen estrògens i testosterona.
En els organismes ovípars (per exemple, peixos, rèptils, amfibis, ocells), l'eix HHG es coneix comunament com a eix hipotàlem-hipofisiari-gonadal-hepàtic (eix HHGH) a les femelles. Moltes proteïnes del rovell d'ou i coriòniques se sintetitzen heteròlogament al fetge, que són necessàries per al creixement i desenvolupament dels ovòcits. Exemples d'aquestes proteïnes hepàtiques necessàries són la vitelogenina i la coriogenina.
Els eixos HHSR, HHG i HHT són tres vies en què l'hipotàlem i la hipòfisi dirigeixen la funció neuroendocrina.